# SHANK3
SH3 i múltiples dominis de repetició d'anquirina 3 (Shank3), també coneguts com a proteïna associada a sinapsis rica en prolina 2 (ProSAP2), és una proteïna que en humans està codificada pel gen SHANK3 al cromosoma 22. S'han descrit isoformes addicionals per a aquest gen, però encara no s'han verificat experimentalment.

## Funció
Aquest gen és un de la família de gens Shank de 3 membres (Shank1-3). El gen codifica una proteïna que conté 5 dominis d'interacció o motius que inclouen el domini de repeticions d'anquirina (ANK), un domini src 3 (SH3), un domini ric en prolina, un domini PDZ i un domini α estèril (SAM). Les proteïnes Shank són proteïnes de bastida multidomini de la densitat postsinàptica que connecten receptors de neurotransmissors, canals iònics i altres proteïnes de membrana amb el citoesquelet d'actina i vies de senyalització acoblades a proteïnes G. Les proteïnes de la tija també tenen un paper en la formació de sinapsi i la maduració de la columna dendrítica.

## Importància clínica
Les mutacions en aquest gen estan associades amb el trastorn de l'espectre autista. Aquest gen sovint falta en pacients amb síndrome de deleció 22q13.3 (síndrome Phelan-McDermid), encara que no en tots els casos.

## Interaccions
S'ha demostrat que SHANK3 interactua amb ARHGEF7.

## Models de ratolí
Els models de ratolí de SHANK3 inclouen knock-outs N-terminals i un knock-out del domini PDZ tots els quals també mostren dèficits d'interacció social i altres fenotips variables. La majoria d'aquests ratolins són homozigots, mentre que totes les mutacions humanes de SHANK3 han estat heterozigotes.
En un nocaut inductible, la restauració de l'expressió SHANK3 en ratolins adults va promoure el creixement de la columna dendrítica i va recuperar el comportament normal de preparació i la interacció social voluntària. No obstant això, es van mantenir els dèficits reduïts de locomoció, ansietat i rotarod. La restauració de la línia germinal de l'expressió del gen va rescatar tots els fenotips mesurats. Els experiments amb diferents finestres de desenvolupament van suggerir que la intervenció primerenca era més eficaç per restaurar els trets de comportament.

## Models de rates
Es va desenvolupar un model de rata de SHANK3 utilitzant nucleases de dit de zinc dirigides a l'exó 6 del domini de repetició d'anquirina (ANK). La supressió (-68 pb) va donar lloc a la reducció de la proteïna SHANK3a de longitud completa. No és clar si l'expressió d'altres isoformes (b i c) de SHANK3 es veu afectada en aquest model de rosegador. Les rates mutants shank3 tenen dèficits en la memòria de reconeixement social a llarg termini, però no en la memòria de reconeixement social a curt termini, així com dèficits en l'atenció. Aquests són símptomes de la plasticitat sinàptica deteriorada. En humans, s'han descrit 5 pacients que contenen mutacions variables a l'exó 6 de la proteïna SHANK3.